# Alex Winter
Alexander Ross Winter (nascut el 17 de juliol de 1965) és un actor i cineasta britànic-estatunidenc. Va interpretar el slacker Bill S. Preston Esq. a la pel·lícula de 1989 Bill & Ted's Excellent Adventure i les seves seqüeles L'al·lucinant viatge de Bill i Ted (1991) i Bill & Ted Face the Music (2020). També és conegut pel seu paper de Marko a la pel·lícula de vampirs de 1987 Joves ocults; per coescriure, codirigir i protagonitzar la pel·lícula de 1993 El club dels mutants; i per a la direcció de documentals als anys 2010.

## Biografia
Winter va néixer a Londres, Anglaterra. La seva mare, Gregg Mayer, és una ballarina nascuda a Nova York que es va formar amb Martha Graham i va fundar la primera companyia de dansa moderna a Londres a mitjans dels anys seixanta. El seu pare, Ross Albert Winter, és un australià que va ballar amb la companyia de la mare de Winter i va cofundar la Mid American Dance Company a St. Louis.
Winter va rebre formació en dansa de petit. Té un germà gran que es diu Stephen. El seu pare té ascendència anglesa i la seva mare és jueva, d'origen jueu ucraïnès.
Quan Winter tenia cinc anys, la seva família es va traslladar a Missouri, on el seu pare va dirigir la Mid-American Dance Company, mentre que la seva mare va ensenyar dansa a la Universitat de Washington a St. Louis. The two divorced in 1973.
El 1978, Winter es va traslladar a la zona de la ciutat de Nova York, on ell i la seva mare vivien a Montclair (Nova Jersey). Durant aquest temps Winter va començar a treballar com a actor dins i fora de Broadway, viatjant a la ciutat de Nova York. Informa de la seva experiència a Nova Jersey com a positiva.
El 1983, després de graduar-se a la Montclair High School, Winter va ser acceptat a la Tisch School of the Arts de la Universitat de Nova York. Mentre estava a la NYU, va conèixer el seu company aspirant a cineasta Tom Stern.
La fama li va arribar el 1989 quan va interpretar el slacker Bill S. Preston Esq. a la pel·lícula Bill & Ted's Excellent Adventure i va potagonitzar amb Keanu Reeves L'al·lucinant viatge de Bill i Ted el 1991.
Després de l'èxit de Bill & Ted, Winter i els col·laboradors creatius Tom Stern i Tim Burns van ser contractats per desenvolupar un programa de comèdia de sketch per a MTV. El resultat, The Idiot Box de 1991, va ser un èxit per a la cadena però es va cancel·lar després de sis episodis. Winter, Stern i Burns van acceptar un acord de 12 milions de dòlars de 20th Century Fox per filmar el seu propi llargmetratge, que es va convertir en El club dels mutants de 1993. Tot i que la pel·lícula mai es va estrenar àmpliament, malgrat les crítiques positives de The New York Times i Entertainment Weekly, El club dels mutants es va convertir en una pel·lícula de culte, a través de festivals, televisió i DVD.

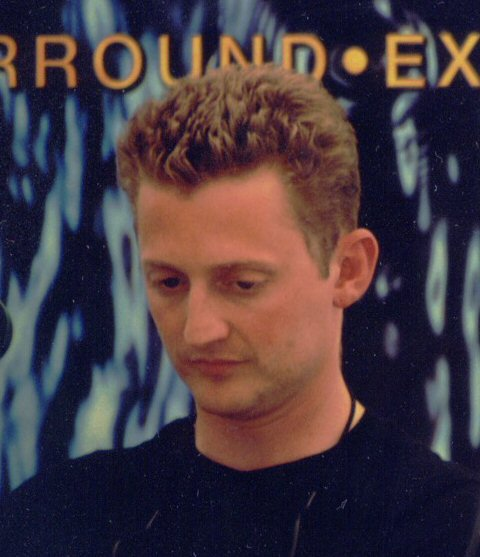
Winter al 52è Festival Internacional de Cinema de Canes de 1999

Winter no va tornar a dirigir fins al 1999, quan va filmar Febre. La pel·lícula es va projectar en festivals de cinema d'arreu del món, inclosa la Selecció Oficial de la Quinzena de Directors a Canes. Daily News va elogiar la pel·lícula, qualificant-la de "una claustrofòbia mental. Winter manté una aura d'esgarrifança digna de Roman Polanski".
Winter va dirigir l'adaptació d'acció en viu de l'exitosa sèrie de Cartoon Network Ben 10, que es va emetre el novembre de 2007 i va obtenir els índexs més alts de la història de Cartoon Network. Va dirigir la seva seqüela, Ben 10: Alien Swarm, que es va emetre a Cartoon Network el novembre de 2009 i va captar més de 16 milions d'espectadors en el seu cap de setmana d'estrena. A partir de 2008, va ser adjunt per escriure el guió del remake de Rock 'n' Roll High School produït per Howard Stern. El 2010, va ser encarregat de dirigir un remake en 3D de la pel·lícula de terror de 1987 The Gate, que estava previst per al seu llançament el 2011.
El document de rock VH1 d'hivern de 2012 Downloaded va obtenir l'aclamació de la crítica mundial a les projeccions de teatres i festivals. El documental Deep Web, guanyador de múltiples premis d'Hivern el 2015, es va estrenar a SXSW i una estrena a l'emissió als EUA. a la xarxa Epix juntament amb una gira mundial de festivals. La pel·lícula es va ampliar el setembre de 2015, inaugurant-se com el documental número 1 a iTunes.
El 2016, Winter va publicar un breu documental titulat Relatively Free sobre l'alliberament de la presó del periodista Barrett Brown. Aquest va ser seguit el 2017 per un altre documental curt, Trump's Lobby' sobre el president electe Donald Trump.
El 2018, Winter va estrenar dos documentals, The Panama Papers, sobre els papers de Panamà, i Trust Machine: The Story Of Blockchain, que es va estrenar a Los Angeles el 16 de novembre de 2018. El juliol de 2015, Winter va començar a treballar en un documental biogràfic del guitarrista i compositor de rock Frank Zappa. El Zappa Family Trust va donar públicament la seva aprovació als plans de Winter per a la pel·lícula. Estrenat el 27 de novembre de 2020, Zappa no sols era el primer documental amb accés als seus arxius, però aquest projecte va ser el documental més finançat de la història del crowdfunding, a través de Kickstarter.
L'abril de 2011, el coprotagonista de Bill & Ted d'Hivern, Keanu Reeves, va confirmar que una tercera entrega de la sèrie de pel·lícules estava en marxa; la pel·lícula va estar en desenvolupament durant la major part de la dècada de 2010. Winter va tornar com Bill Preston a la pel·lícula Bill & Ted Face the Music, que es va estrenar el 28 d'agost de 2020; amb Reeves descrivint l'argument com: "Bàsicament, se suposa que han d'escriure una cançó per salvar el món i no ho han fet."

## Filmografia

### Cinema
Direcció
| Any          | Títol                                                        | Director | Guionista | Productor | Notes                                                |
| ------------ | ------------------------------------------------------------ | -------- | --------- | --------- | ---------------------------------------------------- |
| 1984         | NYU Sight & Sound Project                                    | Sí       | No        | No        | Co-director amb Tom Stern Curtmetratge               |
| 1985         | Squeal of Death                                              | Sí       | Sí        | Sí        | Co-director amb Tom Stern, coguionista Curtmetratge  |
| 1989         | Aisles of Doom                                               | Sí       | Sí        | No        | Co-director amb Tom Stern, coguionista Curtmetratge  |
| 1989         | Bar-B-Que Movie                                              | Sí       | No        | No        | Co-director amb Tom Stern Curtmetratge               |
| 1990         | Howie Meets the Ghost of Environmental Disasters Yet to Come | Sí       | No        | No        | Co-director amb Tom Stern Curtmetratge               |
| 1991 or 1992 | Meals on Wheels                                              | Sí       | Sí        | No        | Co-director amb Tom Stern, coguionista Curtmetratge  |
| 1993         | El club dels mutants                                         | Sí       | Sí        | Sí        | Co-director amb Tom Stern, coguionista, co-productor |
| 1999         | Febre                                                        | Sí       | Sí        | No        |                                                      |
| 2012         | Downloaded                                                   | Sí       | Sí        | Sí        | Documental sobre Napster i la seva comunitat         |
| 2015         | Deep Web: The Untold Story of Bitcoin and the Silk Road      | Sí       | Sí        | Sí        | Documental                                           |
| 2015         | Smosh: The Movie                                             | Sí       | No        | No        |                                                      |
| 2016         | Anyone Can Quantum                                           | Sí       | No        | Sí        | Curtmetratge                                         |
| 2016         | Relatively Free                                              | Sí       | No        | Sí        | Curt documental sobre Barrett Brown                  |
| 2017         | Trump's Lobby                                                | Sí       | No        | Sí        |                                                      |
| 2018         | The Panama Papers                                            | Sí       | Sí        | Sí        | Documental                                           |
| 2018         | Trust Machine: The Story Of Blockchain                       | Sí       | Sí        | Sí        | Documental                                           |
| 2020         | Showbiz Kids                                                 | Sí       | Sí        | Sí        | Documental sobre actor infantil a Hollywood          |
| 2020         | Zappa                                                        | Sí       | Sí        | Sí        | Documental sobre els arxius de Frank Zappa           |

Com actor
| Any         | Títol                                                        | Paper                                                    | Notes                                                                                    |
| ----------- | ------------------------------------------------------------ | -------------------------------------------------------- | ---------------------------------------------------------------------------------------- |
| 1984        | NYU Sight & Sound Project                                    | Geek                                                     | Curtmetratge                                                                             |
| 1985        | Squeal of Death                                              | Howie / diversos personatges                             | Curtmetratge Aired on Night Flight i West Coast Cable                                    |
| 1985        | Death Wish 3                                                 | Hermosa                                                  |                                                                                          |
| 1987        | The Lost Boys                                                | Marko                                                    | Acreditat com Alexander Winter                                                           |
| 1987        | Medium Rare                                                  | Timmy                                                    |                                                                                          |
| 1988        | Haunted Summer                                               | Dr. John William Polidori                                |                                                                                          |
| 1989        | Bill & Ted's Excellent Adventure                             | Bill S. Preston, Esq.                                    |                                                                                          |
| 1989        | Rosalie Goes Shopping                                        | Schatzi Greenspace                                       |                                                                                          |
| 1989        | Aisles of Doom                                               | Grendel T.W. Ulcerous                                    | Curtmetratge Emès a Night Flight i West Coast Cable                                      |
| 1989        | Entering Texas a.k.a. Bar-B-Que Movie                        | Autostopista mexicà                                      | Curtmetratge Part de Stuart S. Shapiro's Impact Video Magazine                           |
| 1990        | Howie Meets the Ghost of Environmental Disasters Yet to Come | Howie                                                    | Curtmetratge Part de Nigel Dick-dirigida Save the Planet: A CBS/Hard Rock Cafe Special   |
| 1991        | Bill & Ted's Bogus Journey                                   | Bill S. Preston, Esq. / Evil Robot Bill / Granny Preston |                                                                                          |
| 1991 o 1992 | Meals on Wheels                                              | Dweeb                                                    | Curtmetratge Creat per a la sèrie d'antologia nocturna Inside Out de The Playboy Channel |
| 1993        | El club dels mutants                                         | Ricky Coogin                                             | Darrera pel·lícula àmpliament estrenada fins al 2013                                     |
| 1997        | Els Borrowers                                                | TV Gangster                                              | Cameo; assenyala a Jeff la camioneta de l’Exterminador                                   |
| 1999        | Febre                                                        | Passatgesr del metro                                     | Cameo                                                                                    |
| 2013        | Grand Piano                                                  | Assistant                                                | Primera pel·lícula àmpliament estrenada des del 1997                                     |
| 2015        | Smosh: The Movie                                             | Oncle Keith                                              |                                                                                          |
| 2019        | In Search of Darkness                                        | Ell mateix                                               | Documental                                                                               |
| 2020        | Bill & Ted Face the Music                                    | Bill S. Preston, Esq.                                    |                                                                                          |
| 2020        | In Search of Darkness: Part II                               | Ell mateix                                               | Documental                                                                               |
| 2022        | In Search of Tomorrow                                        | Ell mateix                                               | Documental                                                                               |
| 2022        | Blue's Big City Adventure                                    | Taxista                                                  |                                                                                          |
| TBA         | Absolute Dominion                                            |                                                          | Post-producció                                                                           |

### Televisió
Direcció
| Any       | Títol                     | Director | Guionista | Productor | Notes                                                                                       |
| --------- | ------------------------- | -------- | --------- | --------- | ------------------------------------------------------------------------------------------- |
| 1991      | The Idiot Box             | Sí       | Sí        | No        | 6 episodis Co-director amb Tom Stern, coguionista de 1 episodi: "The Best of the Idiot Box" |
| 2003      | Jimmy Kimmel Live!        | Sí       | No        | No        | Diversos segments                                                                           |
| 2005      | Dirty Famous              | Sí       | No        | No        |                                                                                             |
| 2005–2007 | The Andy Milonakis Show   | Sí       | No        | No        |                                                                                             |
| 2007      | Ben 10: Race Against Time | Sí       | No        | Sí        | Telefilm                                                                                    |
| 2009      | Ben 10: Alien Swarm       | Sí       | No        | Sí        | Telefilm                                                                                    |
| 2011      | Blue Mountain State       | Sí       | No        | No        | Episodis "The Corn Field" i "The Corn Field 2"                                              |
| 2011–2013 | Supah Ninjas              | Sí       | No        | No        | 5 episodis                                                                                  |
| 2012      | Level Up                  | Sí       | No        | No        | 4 episodis                                                                                  |
| 2013      | Marvin Marvin             | Sí       | No        | No        | Episodi "Mr. Earth"                                                                         |
| 2013      | Betas                     | Sí       | No        | No        | Episodi "Show & Tell"                                                                       |
| 2014      | Maker Shack Agency        | Sí       | No        | No        | Episodi "Pilot"                                                                             |
| 2015      | Bella and the Bulldogs    | Sí       | No        | No        | Episodi "Tornado Afraido"                                                                   |
| 2015      | Kirby Buckets             | Sí       | No        | No        | Episodis "Gimme Some Room" i "All Hands on Dexter"                                          |
| 2016      | Quantum Is Calling        | Sí       | No        | Sí        | Telefilm                                                                                    |

Actor
| Any        | Títol                                             | Paper                                                       | Notes                              |
| ---------- | ------------------------------------------------- | ----------------------------------------------------------- | ---------------------------------- |
| 1985       | The Equalizer                                     | Jeffrey                                                     | 1 episodi: "Mama's Boy"            |
| 1990       | Bill & Ted's Excellent Adventures                 | Bill S. Preston, Esq. (veu)                                 | 13 episodis                        |
| 1991       | The Idiot Box                                     | Diversos papers                                             | 6 episodis                         |
| 1993       | Basic Values: Sex, Shock & Censorship in the 90's | Stinx on Ice                                                | Telefilm                           |
| 2007       | Ben 10: Race Against Time                         | Constantine Jacobs                                          | Telefilm                           |
| 2007       | Bones                                             | Monte Gold                                                  | 1 episodi: "The Girl in the Gator" |
| 2007       | Saul of the Mole Men                              | King Mole Man (veu)                                         | 5 episodis                         |
| 2009       | Ben 10: Alien Swarm                               | Nanomech (veu)                                              | Telefilm                           |
| 2012, 2019 | Robot Chicken                                     | Bill S. Preston, Esq., Steve Burns, Earl the Lego Man (veu) | 2 episodis                         |
| 2018       | Into the Dark                                     | The Voice (veu)                                             | Episodi: "The Body"                |

### Vídeos musicals
| Any  | Cançó                     | Artista                             | Notes                                       |
| ---- | ------------------------- | ----------------------------------- | ------------------------------------------- |
| 1989 | "Higher Ground"           | Red Hot Chili Peppers               | Actor                                       |
| 1989 | "Knock Me Down"           | Red Hot Chili Peppers               | Co-director amb Tom Stern Actor, com a jove |
| 1989 | "Taste the Pain"          | Red Hot Chili Peppers               | Director                                    |
| 1990 | "Who's the Mack?"         | Ice Cube                            | Co-director amb Tom Stern                   |
| 1990 | "Me & Elvis"              | Human Radio                         | Co-director amb Tom Stern                   |
| 1990 | "Decadence Dance"         | Extreme                             | Co-director amb Tom Stern                   |
| 1991 | "Photograffitti"          | Extreme                             | Director                                    |
| 1993 | "The Jackal"              | Ronny Jordan                        | Director                                    |
| 1994 | "Hard Act to Follow"      | Brother Cane                        | Actor                                       |
| 1994 | "Milquetoast"             | Helmet                              | Director                                    |
| 1994 | "Wilma's Rainbow"         | Helmet                              | Director                                    |
| 1995 | "1 to 1 Religion"         | Bomb the Bass feat. Carlton         | Director                                    |
| 1995 | "Verklemmt"               | Foetus                              | Director                                    |
| 1996 | "If 6 Was 9"              | Axiom Funk                          | Director                                    |
| 1997 | "Bug Powder Dust"         | Bomb the Bass feat. Justin Warfield | Director                                    |
| 1997 | "Exactly What You Wanted" | Helmet                              | Director                                    |
| 2003 | "Talamanam Sound Clash"   | Tabla Beat Science                  | Concert DVD Co-director amb Zane Vella      |